# Julian Baumgartlinger
Julian Baumgartlinger est un footballeur autrichien né le 2 janvier 1988 à Salzbourg en Autriche.

## Biographie

### Sélection
Julian est appelé pour la première fois en sélection nationale d'Autriche le 9 septembre 2009 contre la Roumanie, à 20 ans. Il marque son seul et unique but avec la sélection autrichienne contre la République Tchèque le 3 juin 2014 lors d'un match amical.
Lors de l'Euro 2016 qui se déroule en France, Christian Fuchs, capitaine de l'équipe d'Autriche, annonce sa retraite après l'élimination de l'équipe en phase de groupe. Julian Baumgartlinger reprend le brassard de capitaine de la sélection nationale d'Autriche le 5 septembre 2016 contre la Géorgie, pour le premier match des éliminatoires de la Coupe du monde 2018.
Il compte à ce jour 84 sélections et 1 but.